# Улюч
Улюч (пол. Ulucz) — прадавнє українське село на Закерзонні в гміні Дидня, Березівський повіт, Підкарпатське воєводство, Польща.. Водойма — річка Сян.

## Назва
У 1977—1981 рр. в ході кампанії ліквідації українських назв село називалося Лонка (пол. Łąka).

## Історія

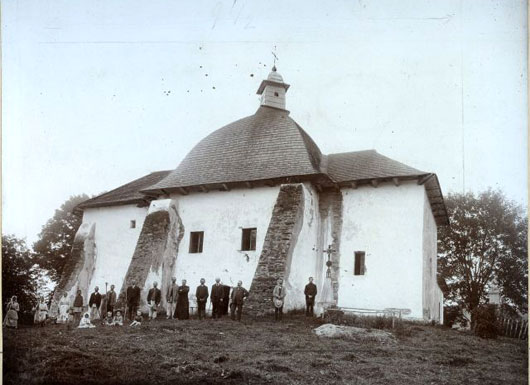
Оборонна церква св. Миколи XV ст. Перша письмова згадка 1507 року. Розібрана 1908 року

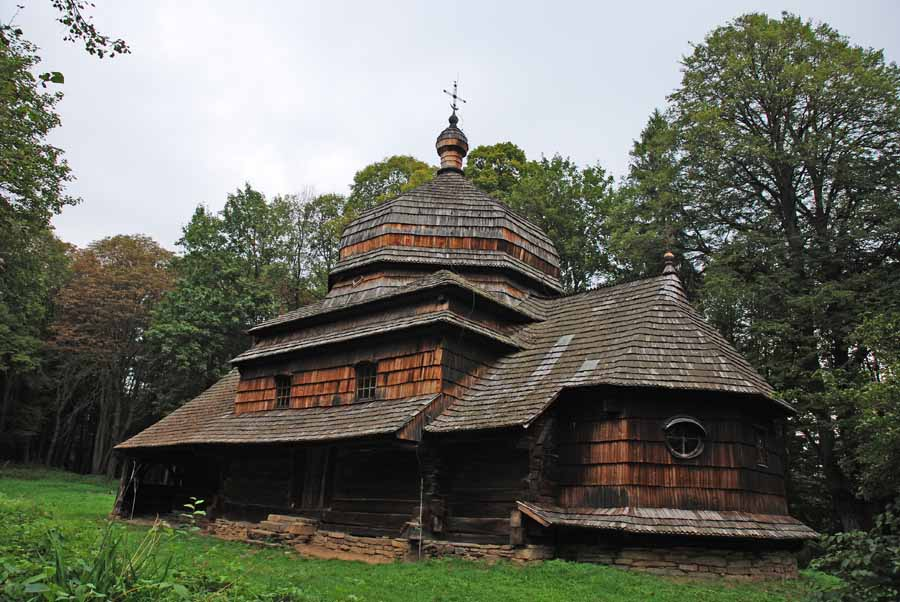
Церква Вознесіння Господнього. 1659

Село існувало ще у давньоруські часи. Вперше згадується в пам'ятках за 1373 рік. Село розташовувалось у Сяноцькій землі Руського воєводства. Воно належало до самбірської економії Королівщини та було центром ключа, до якого належали села Добра і Гломча. Біля оборонної мурованої церкви св. Миколи існував василіанський монастир, після ліквідації якого 1744 майно ченців перенесли до монастиря василіан у Добромилі.
З 1783 року село входило до Сяноцького округу Королівства Галичини та Володимирії Австро-Угорщини.
За переписом 1882 року в селі жило 1342 українці, 98 поляків, 181 німець і єврей.
На початок Другої світової війни з 2040 населення села українці-грекокатолики становили 1620, латинники — 20, поляки — 200 (переважна частина вживала українську мову), євреї — 200. У середині вересня 1939 року німці окупували село, однак уже 26 вересня 1939 року мусіли відступити з правобережної частини Сяну, оскільки за пактом Ріббентропа-Молотова вона належала до радянської зони впливу. 27.11.1939 постановою Верховної Ради УРСР село Улюч в ході утворення Дрогобицької області включене до Добромильського повіту. Територія ввійшла до складу утвореної 27 листопада 1939 року Дрогобицької області УРСР (обласний центр — місто Дрогобич) і утвореного 17.01.1940 Бірчанського району (районний центр — Бірча). Наприкінці червня 1941, з початком Радянсько-німецької війни, територія знову була окупована німцями. В липні 1944 року радянські війська знову заволоділи цією територією і розпочали примусову мобілізацію. В березні 1945 року територія віддана Польщі.
У селі стаціонував підрозділ УПА під командуванням Михайла Дуди, псевдо Громенко. 12 січня 1946 на село напало 3000 солдат ВП, які спалили 2 господарства, 2 млини і заарештувало 40 чоловіків. 21 березня 1946 у селі у засідку підрозділу Бурлаки попав загін ВП, що пацифікував українські села і який втратив 14 вояків вбитими. 29 травня 1946 село атакувало ВП, яке спалило 300 господ і вбило 6 селян. Після цього біля тисячі селян вивезли на терени УРСР. 27 червня дві сотні УПА атакували підрозділ ВП, який у відповідь наступного дня спалив 33 будинки і вбив 6 селян. Підрозділи УПА перебували у селі ще у вересні 1946 року. 28 квітня 1947 року 550 селян вивезли в ході акції «Вісла» на понімецькі землі. З давньої забудови села залишився один будинок і церква Вознесіння Господнього, яку відреставрували 1957 року, церква входить до маршруту Шлях дерев'яної архітектури Підкарпатського воєводства. Нова церква св. Миколи була розібрана у 1950-х роках.

## Сьогодення
Сьогодні у селі проживає 150 осіб, для яких у 2001 році збудували філіальний костел Матері Божої Фатімської.

## Народились

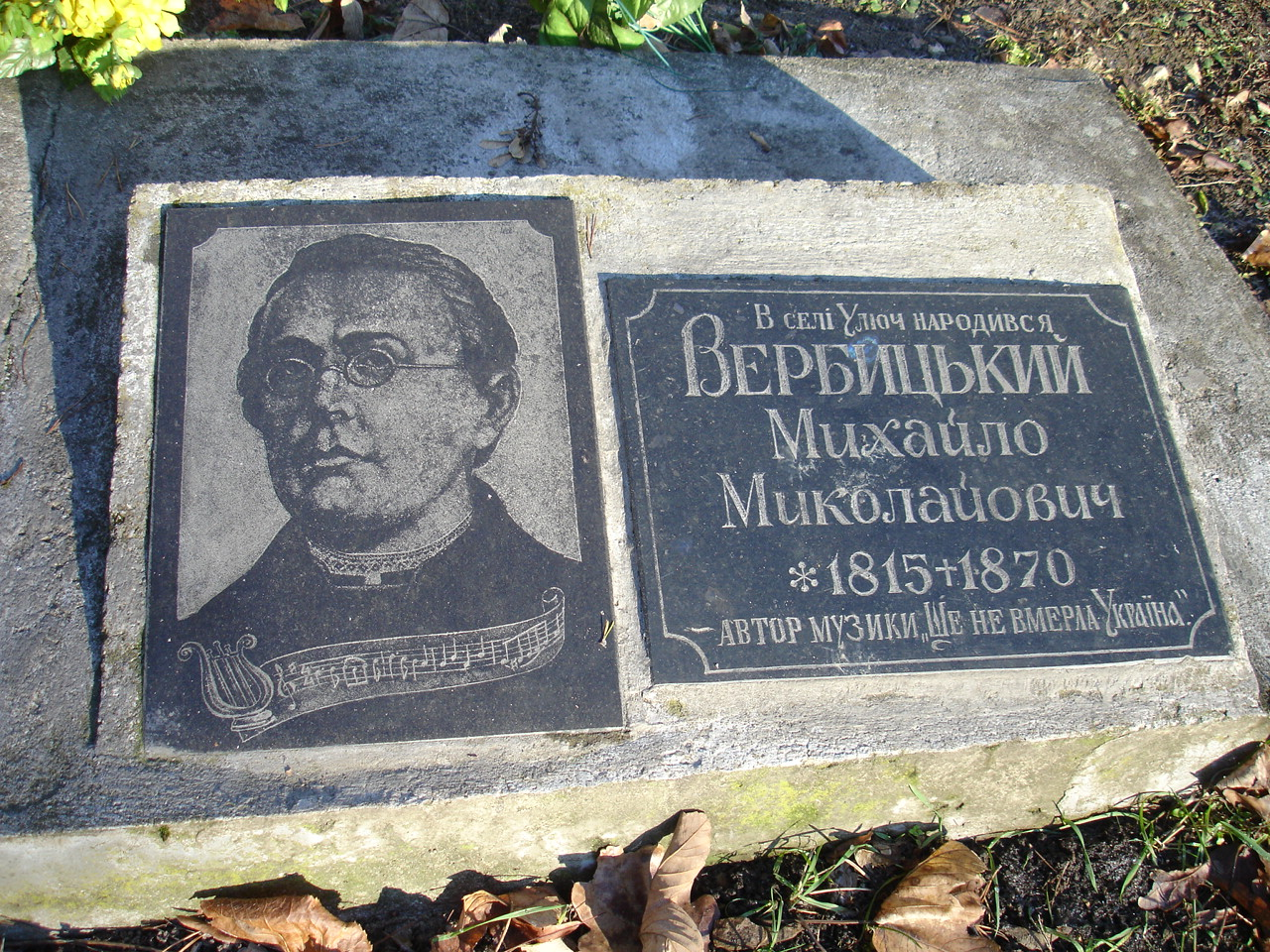
Пам'ятний знак Михайла Вербицького на цвинтарі церкви Вознесіння Господнього

- Михайло Вербицький — автор музики гімну України «Ще не вмерла Україна».
- Іван Могильницький — провісник національного відродження в Галичині.
- Солтикевич Роман Орестович (1909—1976) — засновник хору «Дніпро» в Едмонтоні, Канада.